# Vetiatoridae
Vetiatoridae Wunderlich, 2017 è una famiglia estinta di ragni araneomorphae.

## Distribuzione e habitat
Le specie di questa famiglia sono state scoperte all'interno di ambra rinvenuta in Birmania, datata come risalente al Cretaceo.

## Tassonomia
Secondo il World Spider Catalog:
- † Pekkachilus Wunderlich, 2017
- † Vetiator Wunderlich, 2015